# Висперинг Пајнс (Северна Каролина)
Висперинг Пајнс (енгл. Whispering Pines) град је у америчкој савезној држави Северна Каролина.

## Демографија
По попису из 2010. године број становника је 2.928, што је 838 (40,1%) становника више него 2000. године.
| Група             | 2000.         | 2010.         |
| Белци             | 2.029 (97,1%) | 2.737 (93,5%) |
| Афроамериканци    | 24 (1,1%)     | 37 (1,3%)     |
| Азијати           | 7 (0,3%)      | 29 (1,0%)     |
| Хиспаноамериканци | 24 (1,1%)     | 86 (2,9%)     |
| Укупно            | 2.090         | 2.928         |